# Genís García Junyent
Pour les articles homonymes, voir García et Junyent.
 (octobre 2014).
Si vous disposez d'ouvrages ou d'articles de référence ou si vous connaissez des sites web de qualité traitant du thème abordé ici, merci de compléter l'article en donnant les références utiles à sa vérifiabilité et en les liant à la section « Notes et références ».
Genís García Junyent, plus connu comme Genís, né le 7 juin 1975 à Sabadell (province de Barcelone, Espagne), est un footballeur espagnol qui jouait au poste de défenseur. Ses frères Roger et Oscar étaient aussi footballeurs.

## Biographie
Comme ses frères Oscar et Roger, Genís se forme à La Masia, le centre de formation du FC Barcelone. Contrairement à ses frères, Genís ne parvient pas à se faire une place en équipe première.
Il débute en équipe première le 8 novembre 1994 lors d'un match amical face aux Blackburn Rovers. Entre 1994 et 1997, il joue avec le FC Barcelone C.
Genís joue ensuite en deuxième division avec le FC Barcelone B.
Le 17 juin 1997, les trois frères jouent ensemble la finale de la Copa Catalunya perdue contre le CE Europa. C'est la seule fois que les trois frères jouent ensemble. Seuls les frères Morris et Comamala avaient réussi à jouer ensemble auparavant.
En été 1997, Genís est transféré au CE Sabadell. Il reste dans ce club jusqu'en 2005, date à laquelle il met un terme à sa carrière à cause des blessures.